# Wiener Institut für Internationale Wirtschaftsvergleiche
Das Wiener Institut für Internationale Wirtschaftsvergleiche (wiiw) ist ein als Verein organisiertes österreichisches Wirtschaftsforschungsinstitut mit besonderer Ausrichtung auf Osteuropa.
2021 wurde das Institut auf dem Global Go To Think Tank Index in der Kategorie 'Top International Economics Think Tanks' zum zweite Mal in Folge auf dem dritten Platz, in der Kategorie 'Top Domestic Economic Policy Think Tanks' auf Platz 20, in der Kategorie 'Top Think Tanks in Western Europe' auf Platz 77, und in der Kategorie 'Top International Development Policy Think Tanks' auf dem Platz 128 gereiht.

## Ziele und Aufgabenstellung
Laut Vereinsstatuten führt das wiiw theoretische und empirische wirtschaftswissenschaftliche Forschung durch und stellt deren Ergebnisse seinen Mitgliedern, öffentlichen Institutionen und der Öffentlichkeit zur Verfügung. Der Schwerpunkt der Tätigkeit liegt in der Analyse der Volkswirtschaften mittel-, ost- und südosteuropäischer Länder, der Wirtschaftsbeziehungen Österreichs zu diesen Ländern, des europäischen Integrationsprozesses, der Entwicklung der europäischen Nachbarschaftsregionen, europäischer wirtschaftlicher und wirtschaftspolitischer Themen sowie ausgewählter globaler wirtschaftlicher Entwicklungen.

## Organisation und Struktur
2019 beschäftigte das Institut 41 Mitarbeiter, davon 22 in der Forschung.
Der Verwaltungsrat steht unter dem Vorsitz von Hannes Swoboda mit den Vizepräsidenten Peter Hanke, Robert Holzmann und Harald Waiglein.
Der Wissenschaftliche Beirat setzt sich zusammen aus Rumen Dobrinsky, Barry Eichengreen, Elhanan Helpman, Dani Rodrik, Dariusz Rosati, Robert E. Rowthorn, André Sapir, Alan Winters und Charles Wyplosz.

## Finanzierung
Das wiiw ist ein unabhängiges, außeruniversitäres Forschungsinstitut und finanziert sich durch Subventionen und eigene Einnahmen, v. a. über Mitgliedsbeiträge und Auftragsforschung (z. B.: EU-Kommission, Weltbank oder UNIDO). Zu den Hauptsubventionsgebern zählen das Bundesministerium für Finanzen, die Oesterreichische Nationalbank, die Stadt Wien und die Wiener Arbeiterkammer.
Laut Jahresbericht 2019 setzte sich das jährliche Budget von rund 3,8 Millionen Euro in den vergangenen Jahren zusammen aus etwa 2 Millionen Euro Subventionen aus öffentlichen Quellen, 1,5 Millionen Euro durch Projekteinnahmen, etwa 150 Tausend Euro an Mitgliedsbeiträgen, und im Jahr 2019 aus zusätzlich 100 Tausend Euro Spenden.
Das Wiener Institut für Internationale Wirtschaftsvergleiche ist damit hinter dem Wirtschaftsforschungsinstitut (WIFO) mit 12,5 Millionen Euro und dem Institut für Höhere Studien (IHS) mit 9,3 Millionen Euro die finanzielle drittgrößte wirtschaftswissenschaftliche Denkfabrik Österreichs.

## Geschichte des Instituts
Das in Wien angesiedelte Institut wurde mit der konstituierenden Generalversammlung am 20. November 1972 gegründet und nahm mit Jänner 1973 den Betrieb als eigenständiges Institut auf. In den ersten Jahren unter der Leitung von Franz Nemschak (Direktor des Instituts 1973–1978), Friedrich Levcik (Bedřich Levčík) und Kazimierz Łaski war das Wiener Institut für Internationale Wirtschaftsvergleiche vorwiegend auf die Analyse der Entwicklungen in den Staaten des RGW (COMECON) orientiert und auch personalmäßig entsprechend ausgestattet.
Mit der Wende von 1989 kam es hier zu einer Ausweitung. Die Forschungsschwerpunkte des wiiw lagen danach in der Analyse und Prognose der ökonomischen Tendenzen in den Reformländern Mittel-, Ost- und Südosteuropas sowie in China.
Im Lauf der Jahre hat das Institut sowohl sein Themenspektrum als auch die regionale Abdeckung in Richtung Europäische Integration, Nachbarländer der EU und ausgewählte Themen der Weltwirtschaft erweitert.

## Forschung am wiiw
Die Forschungsschwerpunkte liegen traditionell in der Analyse und Prognose der Wirtschaftsentwicklung in den Reformländern Mittel-, Ost- und Südosteuropas. Das Institut befasst sich aber auch mit der Türkei, Russland, dem Kaukasus und der MENA-Region.
Das Institut hat drei regional definierte Forschungsbereiche:
- Wirtschaftliche Entwicklungen in der erweiterten Europäischen Union, insbesondere die Integrationsprozesse der neuen EU-Mitglieder
- Entwicklungsdynamiken im „Weiteren Europa“ und der EU Nachbarschaft – mit Fokus auf die nächsten Erweiterungsprozesse sowie auf die wirtschaftlichen Beziehungen zu Europas Peripherie und die Nachbarschaften der EU (GUS, Kaukasus, MENA-Region)
- Globale ökonomische Entwicklungen und internationale Wirtschaftsbeziehungen

sowie vier thematische Bereiche:
- Makroökonomische Analysen, Europäische Integration, Wirtschaftspolitik
- Internationaler Handel, Wettbewerbsfähigkeit, Auslandsinvestitionen
- Arbeitsmarkt, Migrationsforschung, Einkommensverteilung, Soziales
- Industrieökonomik, Innovation, Regionalentwicklung, Energie, Umwelt

### Daten
- Volkswirtschaftliche Datenbanken
- Open Data in tabellarischer Form
- EU KLEMS Datenbank auf EU-Ebene zur Analyse von Kapital- (K), Arbeits- (L), Energie- (E), Werkstoff- (M) und Dienstleistungs- (S) Einsatz

### Projekte
- Aktuelle und vergangene Projekte

### Social Media
- Facebook
- Instagram
- Twitter
- Linkedin
- YouTube